# Montador (cinema)

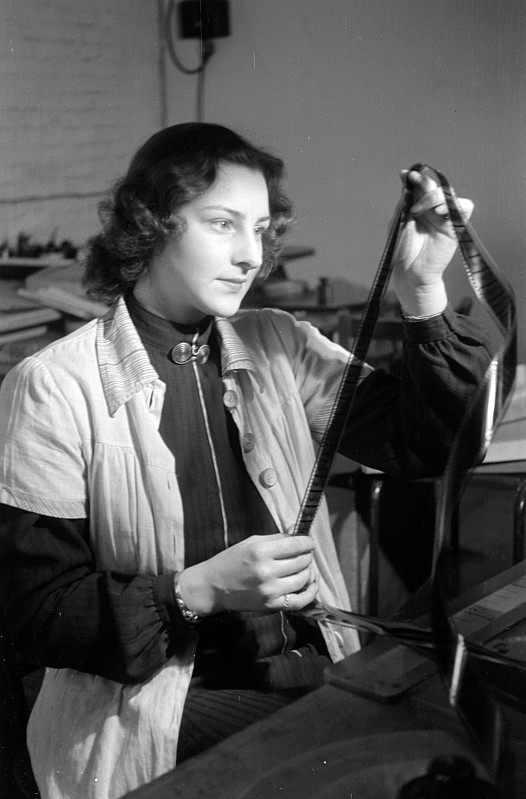
Uma mulher editando um filme na década de 1940.

Montador ou editor é o profissional responsável pela montagem de um filme ou qualquer outro produto audiovisual, sendo normalmente acompanhado em seu trabalho pelo diretor ou, em alguns casos, pelo produtor.

## Descrição
A principal função do montador ou editor de cinema é a de dar sentido ao material previamente filmado ou gravado, através da elaboração de uma estrutura narrativa que, em um primeiro corte, se aproximará do roteiro, mas que à medida em que o trabalho for avançando, pode mudar para algo completamente diferente da ideia inicial, até que se conclua em um corte final.
O filme depois de impressionado, durante a rodagem, é revelado e, já em positivo, faz-se a selecção dos fotogramas (24 imagens por segundo, em cinema), procede-se ao chamado, corte e cola, inicialmente de forma manual, depois através de máquinas e hoje em dia, através da digitalização, por edição não linear.
O montador em vídeo, vulgarmente designado por editor, é o profissional responsável pela selecção da imagem da rodagem, registada em cassete, cartões de memória sólida, disco rígido, ou outro qualquer suporte digital. Através de sistemas de edição, lineares ou não-lineares, o editor de vídeo, pode ainda adicionar efeitos de transição 2D ou 3D, legendagem, através de inserção de caracteres, junção de imagens de síntese e efeitos sonoros, como ruídos e música.